# 福本知行
福本 知行（ふくもと ともゆき、1975年8月2日 - ）は、日本の法学者。専門は、民事訴訟法・民事執行法・民事保全法・破産法。金沢大学法学部教授。

## 経歴

### 学歴
- 1975年 愛知県名古屋市生まれ。
- 1994年 滋賀県立膳所高等学校卒業
- 1998年 金沢大学法学部法学科卒業
- 2000年 同大学院法学研究科修士（博士前期）課程修了、
- 2003年 大阪市立大学大学院法学研究科博士（博士後期）課程単位取得満期退学。指導教官は、松本博之。

### 職歴
- 2003年 金沢大学法学部助教授
- 2007年 同准教授（組織変更に伴う）

## 著書
- 民事裁判入門（民事裁判と現代社会）講義案（第2版）　2011/09　原著書　単著
- 民事裁判入門（民事裁判と現代社会）講義案　第3版　私家版　2013/09　原著書　単著　福本知行
- 法学学習のツボとコツ　法令・判例読解指南之書　法律文化社　2010/04　原著書　単著
- 法学生必読之書　法令・判例読解指南　金大生協（私家版）　2009/03　原著書　単著
- 民事裁判入門（民事裁判と現代社会）講義案　金大生協（私家版）　2009/09　原著書　単著

## 所属学会
- 日本民事訴訟法学会
- 日独法学会